# Sigurd Håkonsson
Sigurd Håkonsson (c. 895–962) (nórdico antiguo: Sigurðr Hákonarson; también Sigurðr Hlaðajarl) fue un caudillo vikingo y jarl de Lade en Trøndelag, Noruega.
Sigurd Håkonsson era hijo de Håkon Grjotgardsson. En el año 900, Håkon entró en conflicto con otro caudillo, Atli el Delgado que disputaban el territorio de Sogn y lucharon en la batalla de Fjaler (nórdico antiguo: Fjalir), donde Håkon murió. Cuando se hizo adulto, Sigurd heredó la posición de su padre. Sigurd Håkonsson casó con Bergljot, hija de Thorir Rögnvaldarson y Ålov (Årbot) Haraldsdotter. 
Durante el reinado de Haakon I de Noruega, Sigurd tuvo una posición influyente como amigo y consejero real. Sigurd buscó especialmente mediar entre el rey y el pueblo cuando el rey intentaba introducir el Cristianismo. Tras la muerte de Haakon en la batalla de Fitjar en 961, Harald II de Noruega, hijo de Eirik Hacha Sangrienta y sus hermanos se convirtieron en reyes Noruega.
Hacia el otoño de 962, traicionado por su propio hermano Grjotgard, Sigurd Håkonsson y su séquito fueron asesinados por Harald II en su intento de reunificar Noruega a cualquier precio, mientras Sigurd y sus partidarios participaban en unas festividades en Aglo, actualmente Skatval, municipio de Stjørdal, el rey Harald los quemó a todos (hús-brenna). En 970, su muerte fue vengada por el hijo de Sigurd, Håkon Sigurdsson, quien se había aliado con el rey de Dinamarca, Harald Blåtand.
Sigurd tuvo a Kormákr Ögmundarson como escaldo real. Fragmentos de la obra de Kormákr sobre Sigurd Håkonsson, Sigurðardrápa, se conservan en Skáldskaparmál y Heimskringla.

## Herencia
- Haakon Jarl
- Arne Sigurdsen (Giske)
- Sigurd Sigurdson
- Eirik Jarl Sigurdsson